# La duchessa di Paliano
La duchessa di Paliano (La Duchesse de Palliano) è un racconto di Stendhal, pubblicato per la prima volta nel 1838.

## Genesi dell'opera
Nell'introduzione al racconto, datata «Palermo, 22 luglio 1838», Stendhal afferma che il suo lavoro era la traduzione in francese di un vecchio manoscritto italiano redatto verso il 1566. La vicenda raccontata è in effetti realmente accaduta. Giovanni Carafa, creato duca di Paliano dallo zio Gian Pietro Carafa asceso al trono pontificio nel 1555 col nome di papa Paolo IV, fu accusato di aver fatto uccidere la moglie Violante Diaz Garlon (che tuttavia Stendhal chiama Violante di Cardona) e il presunto amante di lei Marcello Capece, con la complicità dei parenti: il fratello cardinale Carlo Carafa, il nipote Alfonso Carafa, il cognato Ferrante Diaz Garlon conte d'Alife e un altro parente, Leonardo di Cardine. Il processo terminò con l'esecuzione di Giovanni e Carlo Carafa, del duca d'Alife e di Leonardo di Cardine (4 marzo 1561).
La Duchesse de Palliano fu pubblicato nella rivista Revue des Deux Mondes nel numero del 15 agosto 1838, a firma di "F. de Lagenevais ". Il racconto entrò a far parte delle Cronache italiane, la raccolta di racconti pubblicata postuma in volume nel 1855 a cura di Romain Colomb, cugino ed esecutore testamentario di Stendhal. Fa parte, inoltre dell'edizione definitiva delle Cronache italiane, curata da Henri Martineau per la Bibliothèque de la Pléiade, nel 1947.

## Trama
La vicenda è ambientata a Roma nel periodo 1559-1561. Subito dopo l'elezione di Papa Paolo IV (Gian Pietro Carafa) nel 1555, giungono a Roma numerosi membri della famiglia Carafa; il papa favorisce soprattutto i figli del fratello, conte di Montorio: Don Giovanni diventa duca di Paliano, don Carlo viene fatto cardinale, Don Antonio è creato marchese di Montebello. Il papa affida loro la gestione dello Stato. I tre fratelli, tuttavia, si comporteranno da despoti avidi e immorali.
Amici e clienti dei Carafa cercano di prender parte alla loro fortuna. Della corte del duca di Paliano fanno parte due parenti di Violante di Cardona, la sua bellissima moglie: il duca d'Alife, fratello di Violante, e Marcello Capece, cugino di Violante. Favorita della duchessa di Paliano è inoltre Diana Brancaccio, parente della marchesa di Montebello. Marcello Capece è in realtà innamorato in silenzio di Violante. Il capodanno del 1559 il segretario del duca di Paliano, Andrea Lanfranchi, organizza un pranzo in onore del cardinale Carlo Carafa, a cui invita anche la cortigiana Martuccia, amante di Marcello Capece. Quando il Capece lo viene a sapere, si reca alla festa per sottrarre Martuccia alle voglie del cardinale. Questi a sua volta reagisce: ne nasce uno scandalo che giunge alle orecchie del papa il quale, apprendendo del comportamento immorale dei nipoti, decide di privarli delle cariche, bandirli da Roma e mandarli al confino in sperduti villaggi del Lazio.
La duchessa di Paliano viene inviata a Gallese, dove viene raggiunta dalla sua corte che comprende Diana Brancaccio e Marcello Capece. Questi trova il coraggio di dichiarare il suo amore alla duchessa, la quale lo respinge, e poi confida l'episodio a Diana. Diana, che nutre del risentimento verso la duchessa, decide di vendicarsi calunniandola. Diana riferisce al duca che la duchessa ha una tresca col Capece. Questi viene fatto imprigionare dal duca. Il cardinale incita il duca a vendicare l'onore della famiglia punendo con la morte la duchessa. Capece e Diana Brancaccio vengono uccisi a pugnalate dal duca, mentre la duchessa viene strangolata dal proprio fratello, il conte d'Alife, e da Leonardo di Cardine.

## Edizioni
- Stendhal, Chroniques italiennes, Œuvres complètes de Stendhal, Paris: Michel Lévy frères, 1855. Contiene: «L'Abbesse de Castro», «Vittoria Accoramboni, duchesse de Bracciano», «Les Cenci», «La Duchesse de Palliano», «Vanina Vanini», «Les Tombeaux de Corneto», «La comédie est impossible en 1836» (Google libri)
- Stendhal, Chroniques et nouvelles de Stendhal (Henri Beyle), Paris: Librairie Nouvelle, 1855. Contiene: «L'abbesse de Castro»; «Les Cenci»; «La duchesse de Palliano»; «San Francesco a Ripa»; «Vanina Vanini»; «Vittoria Accoramboni»; «Le philtre».
- Stendhal, Romans et nouvelles; texte établi et annoté par Henri Martineau, Coll. Bibliothèque de la Pléiade n. 4, Paris: Gallimard, 1947. Contiene: «L'Abbesse de Castro», «Vittoria Accoramboni, duchesse de Bracciano», «Les Cenci», «La Duchesse de Palliano», «Vanina Vanini», «San Francesco a Ripa», «Trop de faveur tue», «Suora Scolastica»
- L'abbadessa di Castro; La duchessa di Paliano: racconti, Coll. Biblioteca universale n. 215, Milano: Edoardo Sonzogno Editore, 1892
- Stendhal, Cronache italiane; tradotto dal francese da Clemente Fusero, Coll. I corvi n. 22, Milano: Dall'Oglio, 1949
- Stendhal, Cronache italiane; traduzione di Pietro Paolo Trompeo e di Mario Bonfantini; introduzione di Mario Bonfantini, Collezione Narratori stranieri tradotti n. 54, Torino: G. Einaudi, 1959
- Stendhal, Cronache italiane e altri racconti d'Italia; traduzione di Cesare Giardini, Collezione BUR n. 1414-1418, Milano: Rizzoli, 1959. Contiene: Chroniques italiennes («L'abbesse de Castro»; «Vittoria Accoramboni»; «Les Cenci»; «La duchesse de Palliano»; «San Francesco à Ripa»; «Vanina Vanini»; «Trop de faveur tue»; «Suora Scolastica»); «Le juif»; «Souvenirs d'un gentilhomme italien».
- Stendhal, Vanina Vanini e altre cronache italiane; traduzione e prefazione di Maria Bellonci, Collezione Biblioteca moderna Mondadori n. 663, Milano: A. Mondadori, 1961. Contiene: «La duchessa di Paliano»; «Vittoria Accoramboni»; «I Cenci»; «San Francesco a Ripa»; «Vanina Vanini».
- La duchessa di Paliano - La duchesse de Palliano; testo a fronte in lingua originale francese; Contiene I Cenci; a cura di Giancarlo Pavanello; Traduzione di Maria Bellonci, Coll. Paralleli, Milano : A. Mondadori, 1994, ISBN 88-04-38662-2